# Helmut von Bockelberg
Helmut von Vollard-Bockelberg (* 20. Oktober 1911 in Deutsch-Wilmersdorf bei Berlin; † 29. März 1996 in Staffelstein) war ein deutscher Offizier, Steuerberater und Politiker (CDU).

## Leben und Beruf
Nach dem Abitur 1930 trat Bockelberg als Offiziersanwärter in die Reichswehr ein. Er wurde im September 1933 zum Leutnant ernannt und nahm von 1939 bis 1945 als Soldat am Zweiten Weltkrieg teil, zuletzt im Rang eines Obersts. 1943 wechselte er zur Waffen-SS und wurde zum 9. November 1944 zum SS-Standartenführer befördert. Bei Kriegsende geriet er in Gefangenschaft, aus der er 1947 entlassen wurde.
Anschließend arbeitete Bockelberg zunächst als Helfer in Steuerangelegenheiten, bis er sich 1951 als selbständiger Steuerberater niederließ. Er war seit 1961 Präsident der Steuerberaterkammer in Münster und wurde 1967 Vizepräsident der Bundessteuerberaterkammer.

## Partei
Zum 1. Juli 1928 trat Bockelberg der NSDAP bei (Mitgliedsnummer 92.430). Bockelberg war seit 1958 Mitglied der CDU. Von 1960 bis 1970 war er Vorsitzender des CDU-Kreisverbandes Bielefeld.

## Abgeordneter
Bockelberg, der zuvor von 1958 bis 1964 dem Kreistag des Kreises Bielefeld angehört hatte, wurde bei der Bundestagswahl 1969 über die Landesliste der CDU Nordrhein-Westfalen in den Deutschen Bundestag gewählt, dem er bis 1976 angehörte.